# マッカーサー炭坑
マッカーサー炭坑（マッカーサーたんこう、英語: Macarthur Coal）は、オーストラリアのクイーンズランド州に拠点を置く炭坑会社。ケン・タルボットによって1995年10月に創設された。
ボーエン盆地から採掘される石炭から地金を生成しており、特に製鋼に使われる低揮発の粉炭入り石炭を得意としている。作られた石炭はすべて輸出されており、オーストラリア国内では使用されない。
マッカーサー炭坑は世界最大の粉炭会社であるが、近年は買収のターゲットとなっている。